# 夢幻 (水樹奈奈單曲)
《夢幻》（日语：夢幻）是日本聲優、歌手水樹奈奈第20張單曲。2009年10月28日由King Records MM製作部發售，商品番號KICM-1294。

## 解説
- 第3張以全漢字命名的單曲，與上張「深愛」相同。
- 繼STARCAMP EP以後，第2張4A單曲。
- 收录的4曲全部为商業搭配曲目。
- 2009年11月1日播出的NHK综合节目「MUSIC JAPAN」中，水树本人參演，「梦幻」首次正式在电视节目中披露。
- ORICON公信榜日間最高2位[2]，週間最高3位[3][4]。至此已有連續9張、同時也是個人第10張進入公信榜前10名的作品[3][4]。

## 收錄曲
1. 夢幻（4:22）
作詞：水樹奈奈 作曲：上松範康（Elements Garden），編曲：藤田淳平（Elements Garden）
  - UHF放送局電視動畫白色相簿第2期片頭曲（OP）
2. (天空的金絲雀)（4:02）
作詞：Hibiki　作曲・編曲：加藤裕介
  - OVA化剧场版《交響曲傳奇 THE ANIMATION テセアラ編》主題曲
3. Dear Dream（4:03）
作詞・作曲：　編曲：齋藤真也、IPEMOTO
  - 4曲之中最早決定收錄的作品
  - TBS節目《カード学園》片尾曲
4. STORIES
作詞：神田怜鴎、斉田和典　作曲：　編曲：古川貴浩
  - 日本電視台系列形象歌曲

## 演奏参加
全曲
- 水樹奈々：主唱（和声）

「夢幻」
- 爵士鼓：そうる透
- 贝司：須永和广
- 吉他：是永巧一
- 弦乐：弦一徹ストリングス

「天空のカナリア」
- 吉他：増崎孝司
- 弦乐：クラッシャー木村ストリングス
- 其他音源、编曲：加藤裕介

「Dear Dream」
- 键盘、编曲：齋藤真也
- 吉他：海老澤祐也
- 贝司：黒須克彦
- 和声：しほり

「STORIES」
- 全部音源、编曲：古川貴浩